# Вежа Геркулеса
43°23′9″ пн. ш. 8°24′23″ зх. д. / 43.38583° пн. ш. 8.40639° зх. д.
Вежа Геркулеса (ісп. Torre de Hércules) — діючий маяк в північній частині міста Ла-Корунья (Галісія, Іспанія). Побудований у часи Римської імперії, вважається найдавнішим маяком у світі, що зберігся до наших часів, і єдиним діючим давньоримським маяком. Будівля має висоту 55 м і стоїть на півострові, скелястий берег якого підноситься на 57 м над водами затоки Бетансос Атлантичного океану. За однією з версій, від башти (columna), що стала символом Ла-Коруньї, походить і назва цього міста (ісп. La Coruña). За іншою — вона пов'язана з кельтським словом clunia (ірл. cluain), яке означає «лука».
Вежа Геркулеса є пам'яткою національного значення; у 2009 році була включена до списку Світової спадщини ЮНЕСКО. До складу об'єкта також входять невелика давньоримська будівля, що стоїть безпосередньо поряд з баштою, скульптурний парк, наскельні малюнки залізної доби в Монте-дос-Бікос і мусульманське кладовище.

## Історія

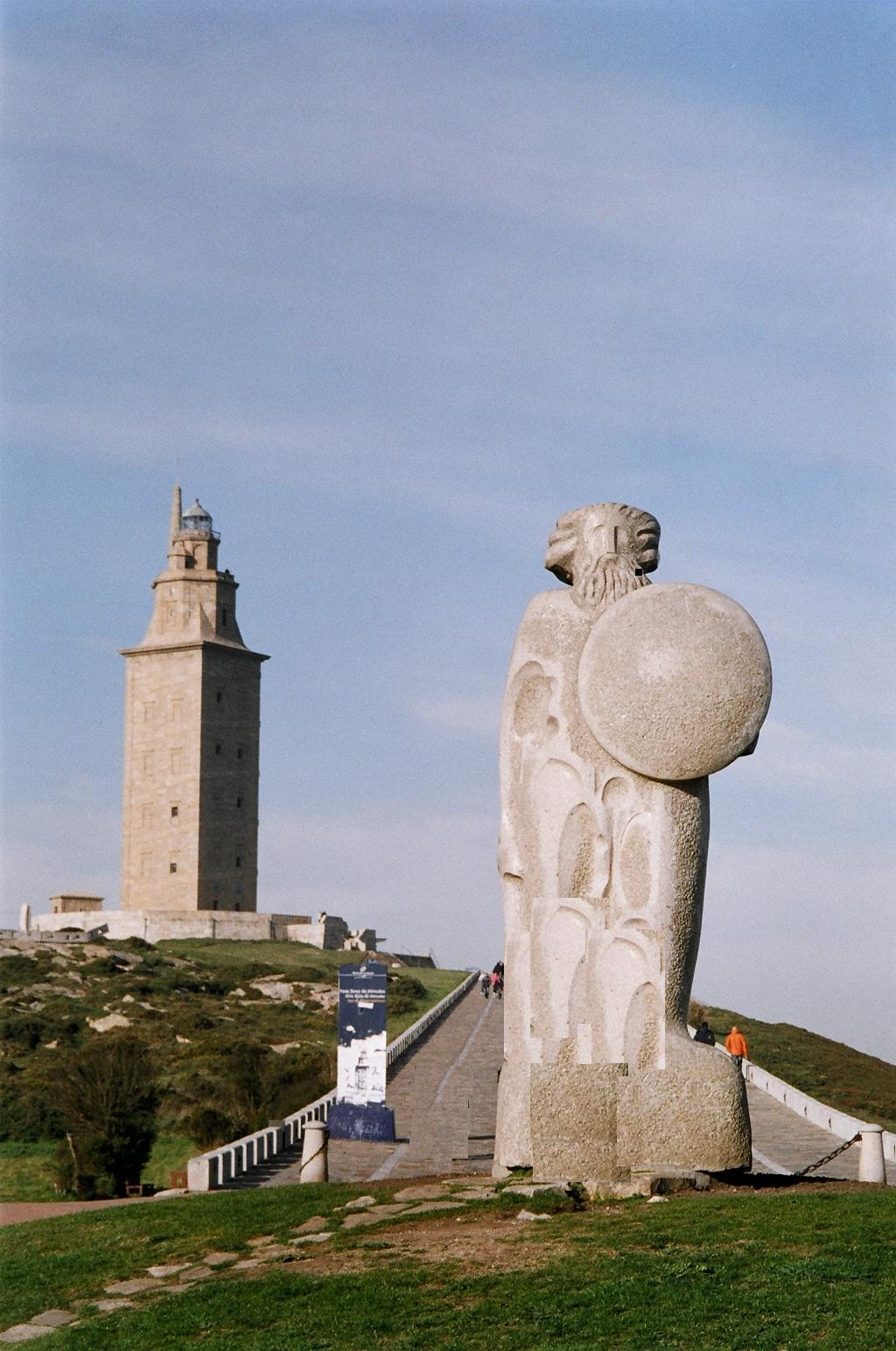
Пам'ятник Бреогану

### Кельтське королівство
До приходу римлян на північно-західній кінцівці Піренейського півострову (сучасні комарки Бергантіньйос, Бетансос і Корунья) розташовувалося королівство Брігантія (лат. Flavium Brigantium), столицею якого, як передбачається, було сучасне місто Бетансос. Місто Брігантія було великим  центром торгівлі з Британськими островами і, ймовірно, на берегах естуарію, де він розташовувався, було декілька невеликих сторожевих веж. Давньоримський маяк, відомий в античности і середньовіччя як «башта Брігантії» (Farum Brigantium), міг бути побудований на місці однієї з таких фінікійських веж.
Стара легенда про вежу, знайдена в ірландський Книзі захоплень (написана близько 1050 року), свідчить, що кельтський король Бреоган заснував місто Брігантіум і спорудив вежу Бреогана, звідки можна було побачити нову землю на півночі. Сини Бреогана Іт і Міл зібрали армію і вирушила на заселення цієї землі, яку назвали Ірландією (відстань між Галісією і Ірландією становить приблизно 900 км, а через кривизну земної поверхні побачити її неможливо). Галісийськая версія цієї легенди, названа «Trezenzonii Solistitionis Insula Magna», була написана приблизно в 900—1000 роках і розповідає про те, як чернець на ім'я Трезензоній (Trezenzonius) підійнявся на вежу Брігантії і, побачивши прекрасну землю далеко в морі, подібно до синів Бреогана, вирушив її досліджувати.

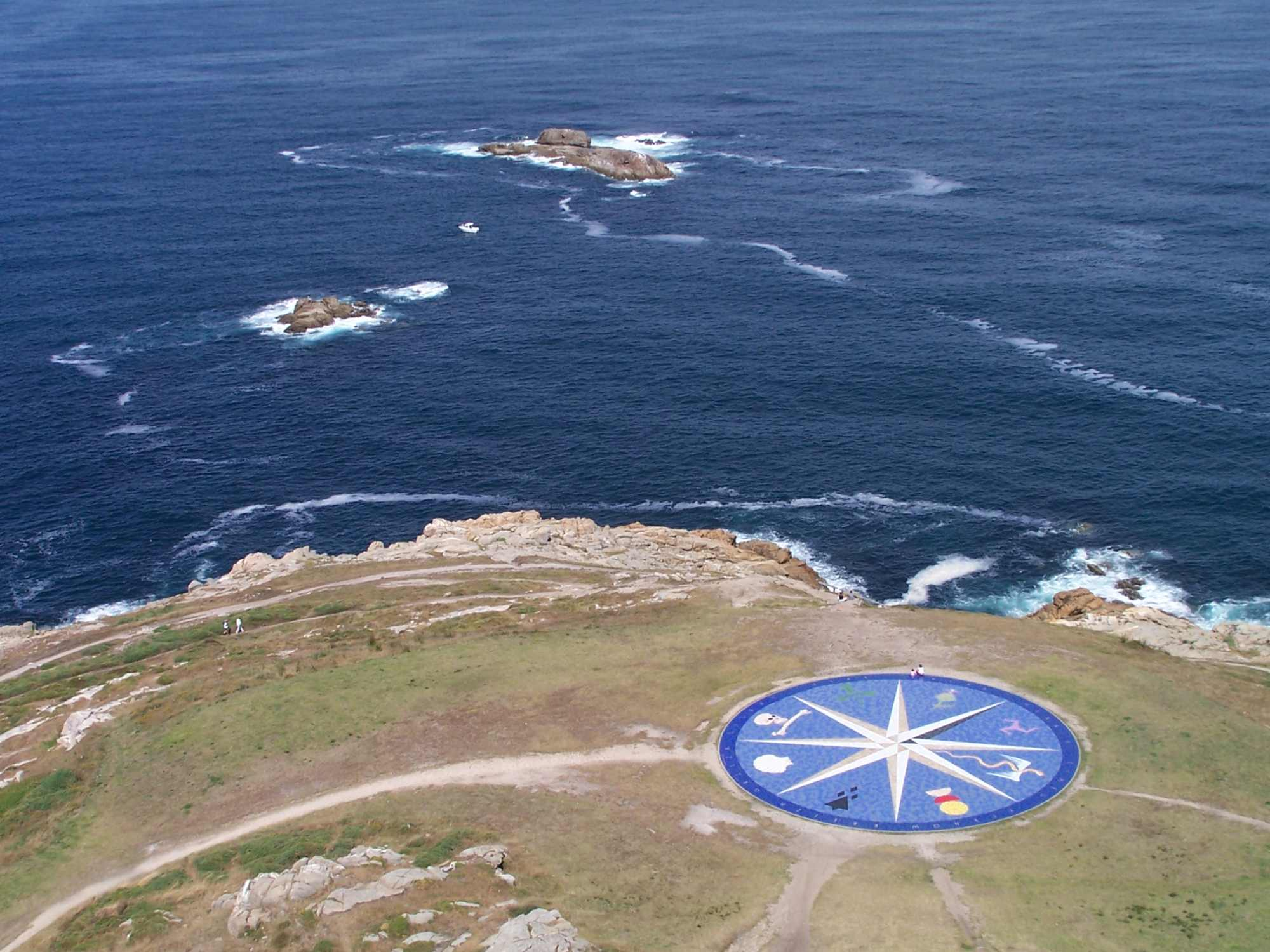
Вид з башти на океан і знак рози вітрів

### Римське владицтво
У I столітті нашої ери Галісію захопили римляни для контролю над природними ресурсами (наприклад, золотими копальнями в Лас-Медулас) і над атлантичними торговими шляхами. Прибуття Юлія Цезаря в «Брігантію, галісийське місто», згадане в роботах Діона Кассія. Грецький учений Птолемей також писав про багатство міста, назвавши його у своїй книзі «Географія» «великим галісийськім портом».
Береги у Фіністерре були складними для навігації, через що отримали назву Коста-да-Морта («берег смерті»). У ході поліпшення інфраструктури Тарраконської Іспанії римляни побудували кілька маяків уздовж атлантичного узбережжя. Вежа Брігантії була побудована в 2 столітті архітектором на ім'я Ґай Сервій Люпо (лат. Caius Servius Lupus) родом з Аємінії (зараз Коїмбра), провінції Лузітанія. Вежа була побудована на честь Марса, про що свідчить надпис, висічений на камені біля підніжжя вежі: «MARTI AUG.SACR C.SEVIVS LUPUS ARCHTECTUS AEMINIENSIS LVSITANVS.EX.VO». Спорудження вежі датується початком 2 століття, можливо, періодом правління імператора Траяна (98-117 роки н. е.).

### Середньовіччя
У 407 році римляни покинули Галісію, і на її території виникла незалежна держава. Історик Павел Орозій, що жив перші роки в Галісійському королівстві, згадує башту Брігантії в праці «Historia adversum Paganos» (приблизно 415—417 роки): «На другому повороті (обпливаючи Іспанію), де стоїть галісійське місто Брігантія, серед кількох інших пам'ятників зведений дуже високий маяк для того, щоб дивитися у бік Британії», що, ймовірно, свідчить про торгові відносини, що збереглися до того часу, з Британією.
У середньовіччя башта, ймовірно, втратила значення як маяк і була перетворена на укріплення. Торгівля з основними партнерами Галісії — Британією і Середземномор'ям — була утруднена нашестям маврів і саксів.
Протягом кількох століть атлантичне узбережжя Європи розорялося вікінгами, що також відбилося на торгівлі Брігантії з Британією. 844 року 150 кораблів вікінгів атакували Галісію. Астурійський король Раміро I розбив їх у битві при вежі, після чого уздовж галісійського узбережжя було встановлено оглядові башти, а брігантійський маяк став використовуватися у військових цілях. Проте, незважаючи на вжиті заходи, в 1015 році скандинавський флот під керівництвом майбутнього короля Норвегії Олафа Харальдсона розорив Брігантію, після чого місто, а з ним і маяк, занепали.

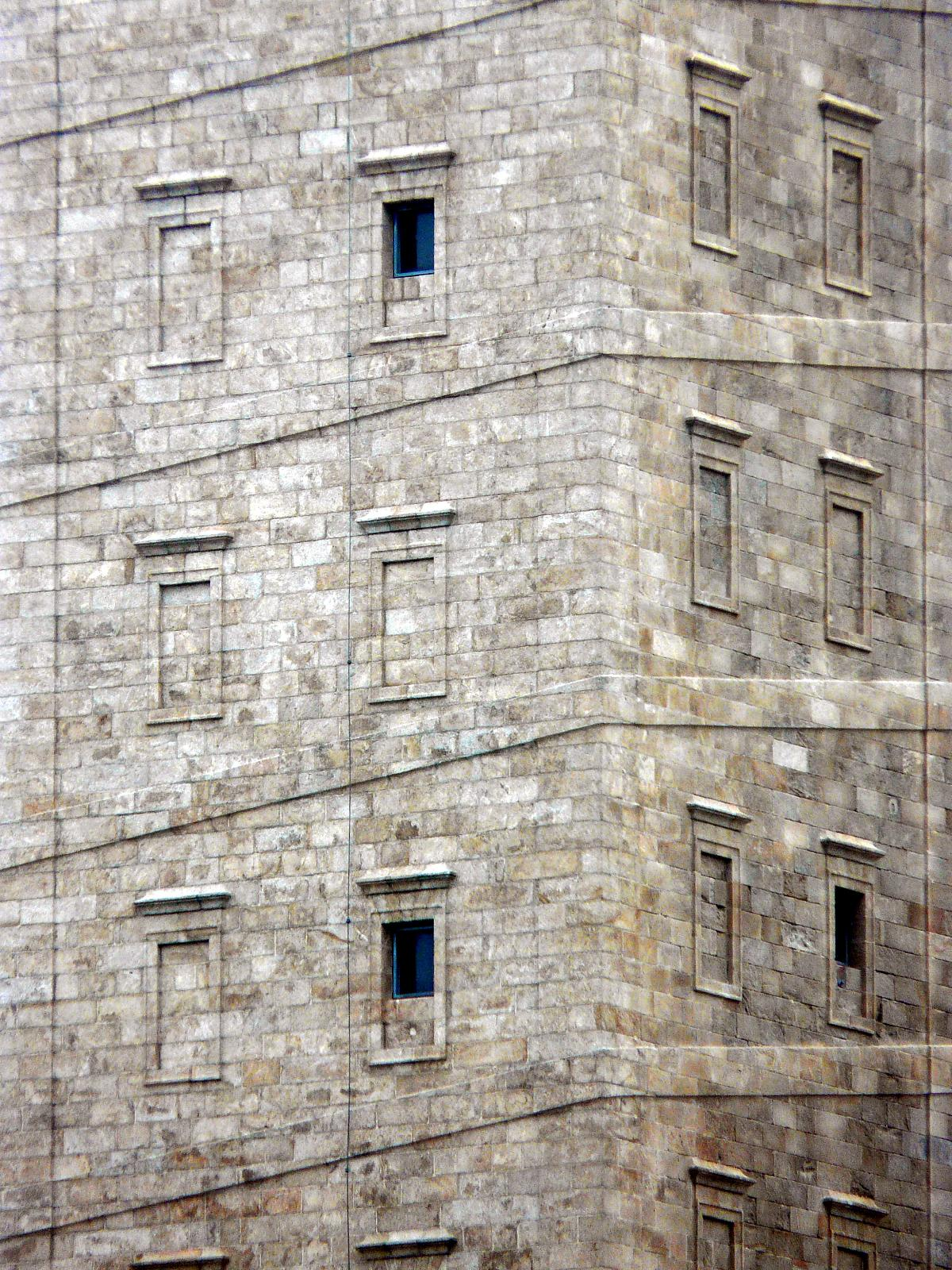
Стіни вежі із слідом від зовнішньої гвинтової доріжки

Оскільки затока Бетансос поступово заповнювалася морськими відкладеннями й перестала приймати великі кораблі, король Леона Альфонсо IX вирішив у 1208 році перенести порт до сусіднього міста Крунія (Crunia). Швидкий розвиток нового портового міста призвів до втрати зв'язків маяка з Брігантією, і його сталі називати просто «Маяк» (Faro), «Замок» (Castelo) або «Старий Замок» (Castelo Vello).

### Міф про Геркулеса
Опісля більше двохсот років після появи Книги захоплень, наприкінці 13 століття кастильський король Альфонс X написав твір «Cronica General», де використовував давньогрецький міф для створення нової історії брігантійськой башти. Нова легенда оповідала про грецького героя Геракла, який в ході свого десятого подвигу протягом трьох днів бився проти велетня на ім'я Геріон і здолав його. На честь перемоги Геракл спорудив башту і привів з Галатії (Анатолія) групу людей жити в місті, через що ця земля стала називатися Галіцією.
Ця легенда пропагувалася в Іспанії протягом 19 і 20 століть, в результаті маяк отримав назву «Вежі Геркулеса», зокрема через те, що іспанський філолог, історик і член Іспанської королівської академії Рамон Менендес Підаль дотримувався цієї версії найменування.

### Новий час
Війни Іспанії проти Англії і Фландрії в XVI столітті привели до зниження торгової активності і, як наслідок, занепаду маяка. У 1682 році син герцога Лерми, ввівши спеціальний збір з кожного припливаючого корабля, доручив архітекторові Амаро Антуне (Amaro Antune) відновити маяк. Антуне побудував дерев'яні сходи усередині башти і дві невеликі башточки для сигнальних вогнів.

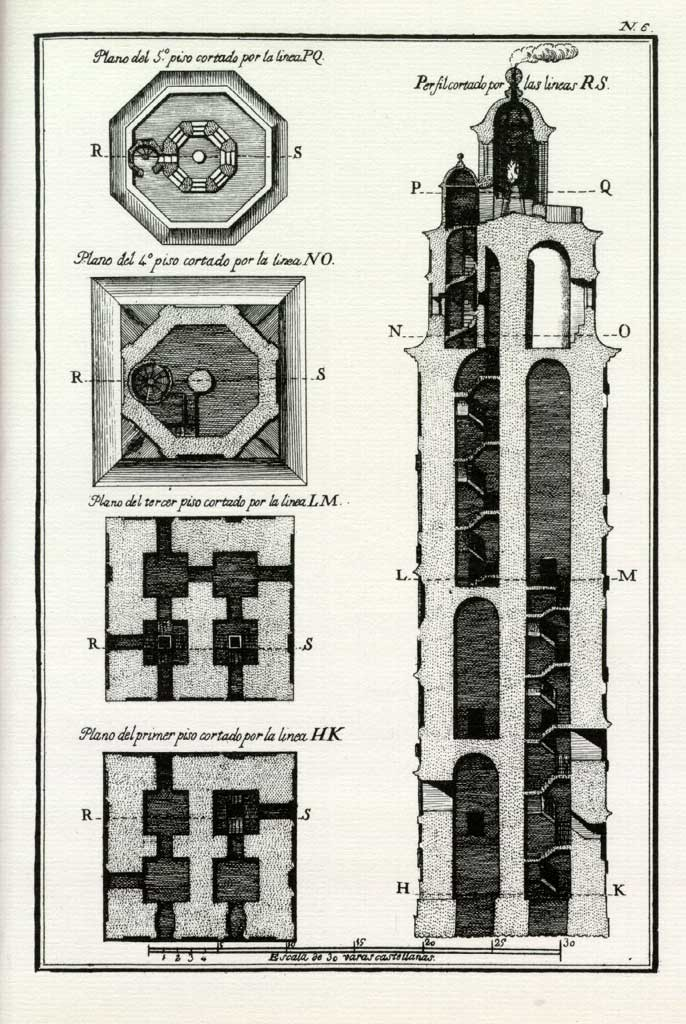
План маяка Коруньі з праці Хосе Корніда, 1792 рік.

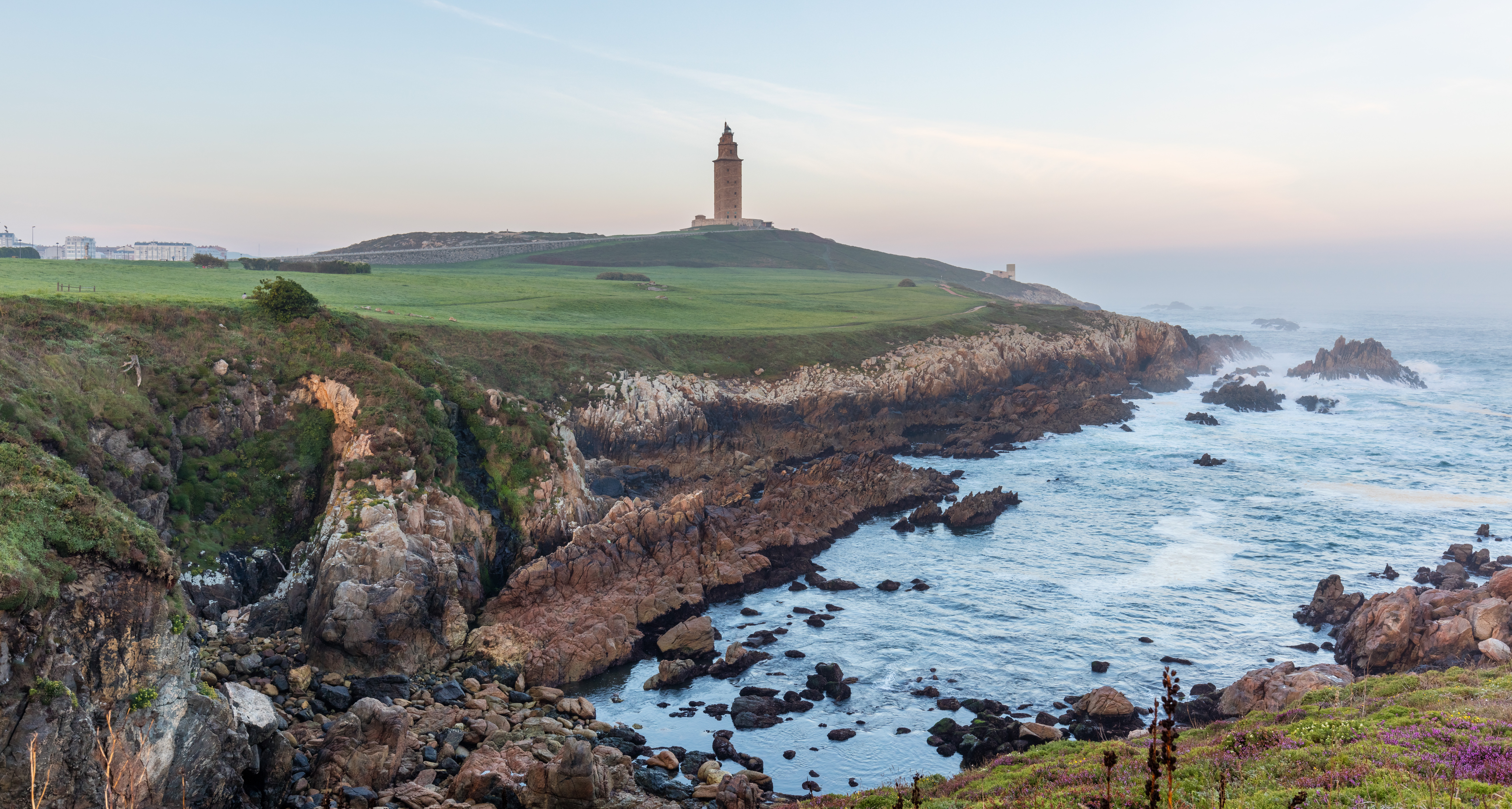
Краєвид Вежі Геркулеса та навколишнього парку на світанку

За 17 і 18 століття галісійські уряди кілька разів просили іспанських королів відремонтувати маяк Корунни. Найґрунтовніша пропозиція містилася в роботі Хосе Андреса Корніда (José Andrés Cornide), який присвятив дослідженню історії маяка 30 років свого життя. У 1788 році Карл III розпорядився почати ремонт маяка, який був завершений вже за часів правління Карла IV, в 1791 році. Вежа була повністю перебудована в класичному стилі з використанням роботи Корніда. Роботи очолювалися архітектором Еустакио Джіанніні (Eustaquio Giannini) і надали башті сучасному вигляду. Дерев'яні сходи були замінені кам'яними, зроблено облицювання стін римської споруди, замість напівкруглого даху був побудований ще один поверх нього з двох вісьмериків. Небагато пізніше, в період з 1799 по 1806 роки, лампа була замінена на таку, що обертається, і переведена з вугілля на олію. У 1861 році навколо башти була споруджена платформа.
З 1849 по 1858 роки у вежі розташовувалися навчальні класи першої школи доглядачів маяків в Іспанії. У 1927 році в башту було проведено електрику. В ході розкопок, що проводилися в 1994—1995 роках під баштою, були знайдені давньоримські і середньовічні (10-11 століття) руїни. Крім того, були отримані докази існування зовнішньої стіни навколо вежі, що не дійшла до наших днів.

## Будова

Вежа Геркулеса на гербі Ла-Коруньї

До переробки 1791 року башта мала призматичну форму з квадратною основою. Зовні в кам'яній стіні розміщувалися двоє дверей, а також асиметрично розташовані вікна і вибита спіральна доріжка вгору, слід від якої помітний і до цього дня. Два нижні поверхи мали висоту по 9,6 м, а третій поверх додавав ще 14,35 м — вежа була однією з найвищих будівель серед побудованих римлянами на території Іспанії.
У сучасному інтер'єрі вежі Геркулеса збереглися важливі частини оригінальної давньоримської конструкції. На кожному з трьох нижніх поверхів знаходиться по чотири кімнати, а на четвертому поверсі, який був прибудований в 1791 році і має висоту 21 м, розташовується дворівнева кімната вісьмигранної форми. Складені з граніту стіни башти мають товщину 2,15 м (внутрішня частина — 155 см, зовнішня обробка — 60 см). Фасадом будівлі проходять діагональні смуги, додані за наказом Хосе Корніда як нагадування про зовнішні сходи, що дозволяли забиратися на маяк із зовнішнього боку.

## Зображення вежі Геркулеса
Найраніші зображення брігантійського маяка були знайдені в кодексі з Бурго-де-Осма (1086 рік), де він зображений поряд з собором Сантьяго-де-Компостела. На найбільшій середньовічній мапі світу, яка була складена в Англії приблизно в 1300 році, башта із засвіченим сигналом також зображена поряд з кінцевою точкою шляху Святого Якова.
Перший відомий герб Коруньї датується 1448 роком — це маленький штамп на страховому свідоцтві, яке було видано містом португальському купцеві. На друці зображений маяк з ліхтарем, що висить на нім, і двома раковинами-гребінцями по краях. У 1552 році на королівській грамоті короля Карла V з'явився новий герб з маяком і ліхтарем, а також з вісьма раковинами і головою в короні, похороненій під баштою. На гербі міста XVI століття, яке зображене на головних сходах міської ратуші, є маяк із зовнішнім пандусом, ліхтарем на верху, голова з короною під баштою і сіма раковинами-гребінцями навколо башти. Деякі з гербів також містять у верхній частині Святий грааль королівства Галісії.